# Vipera dinniki
Vipera dinniki är en ormart som beskrevs av Nikolsky 1913. Vipera dinniki ingår i släktet Vipera och familjen huggormar. IUCN kategoriserar arten globalt som sårbar. Inga underarter finns listade i Catalogue of Life.
Arten förekommer i Kaukasus i Georgien, Ryssland och Azerbajdzjan. Den vistas i regioner som ligger 1500 till 2800 meter över havet. Habitatet utgörs av gräsmarker, buskskogar och klippiga områden ovanför skogsgränsen. Ormen håller mellan september och april vinterdvala. Honor lägger inga ägg utan föder 3 till 7 levande ungar.